# Phillipp Heyden
Phillipp Heyden (Marbach am Neckar, 26 de septiembre de 1988) es un jugador alemán de baloncesto. Mide 2,06 metros de altura y ocupa la posición de Base. Actualmente se encuentra sin equipo.

## Carrera
Sus primeros pasos fueron en el TV Marbach, más tarde se fue a Ludwigsburg, al equipo juvenil del BSG Ludwigsburg, el filial del EnBW Ludwigsburg. En 2006 se fue a Berlín, al TuS Lichterfelde de la 2.Basketball Bundesliga y en la primera temporada jugó en el equipo de la NBBL del ALBA Berlin. En la temporada siguiente jugó en el descendido TuS Lichterfelde en la ProB y en el junior del ALBA. En 2008 regresó al EnBW Ludwigsburg, donde jugó 6 minutos por partido, con doble licencia, puesto que también jugaban en el VfL Kirchheim Knights de la 2.Basketball Bundesliga. A la temporada siguiente como no jugaba más minutos, volvió al TuS Lichterfelde. En 2011 firmó con el Mitteldeutscher BC, con el que ganó la 2.Basketball Bundesliga y ascendió a la Basketball Bundesliga. Tras descender con el equipo en la 2012/2013 Heyden no renovó su contrato con MBC y abandonó el club. A partir de la temporada 2013/2014 Heyden juega de nuevo en el medi Bayreuth. El 13 de junio de 2014 se anunció que su contrato fue renovado por otros dos años, hasta el final de la temporada 2015/2016.